# خریت فورتینگ
خریت فورتینگ (هلندی: Gerrit Voorting; ۱۸ ژانویهٔ ۱۹۲۳ – ۳۰ ژانویهٔ ۲۰۱۵) دوچرخه‌سوار اهل هلند بود.
وی در مسابقات کشوری و بین‌المللی در مجموع برندهٔ ۱ مدال نقره شده‌است.